# بلو ایش (اوهایو)
بلو ایش(به انگلیسی: Blue Ash) شهری در ایالت اوهایو کشور ایالات متحده آمریکا است که جمعیت آن در سرشماری سال ۲۰۱۰ میلادی، ۱۲٬۱۱۴ نفر بوده‌است.